# Jakob Friedrich Fries

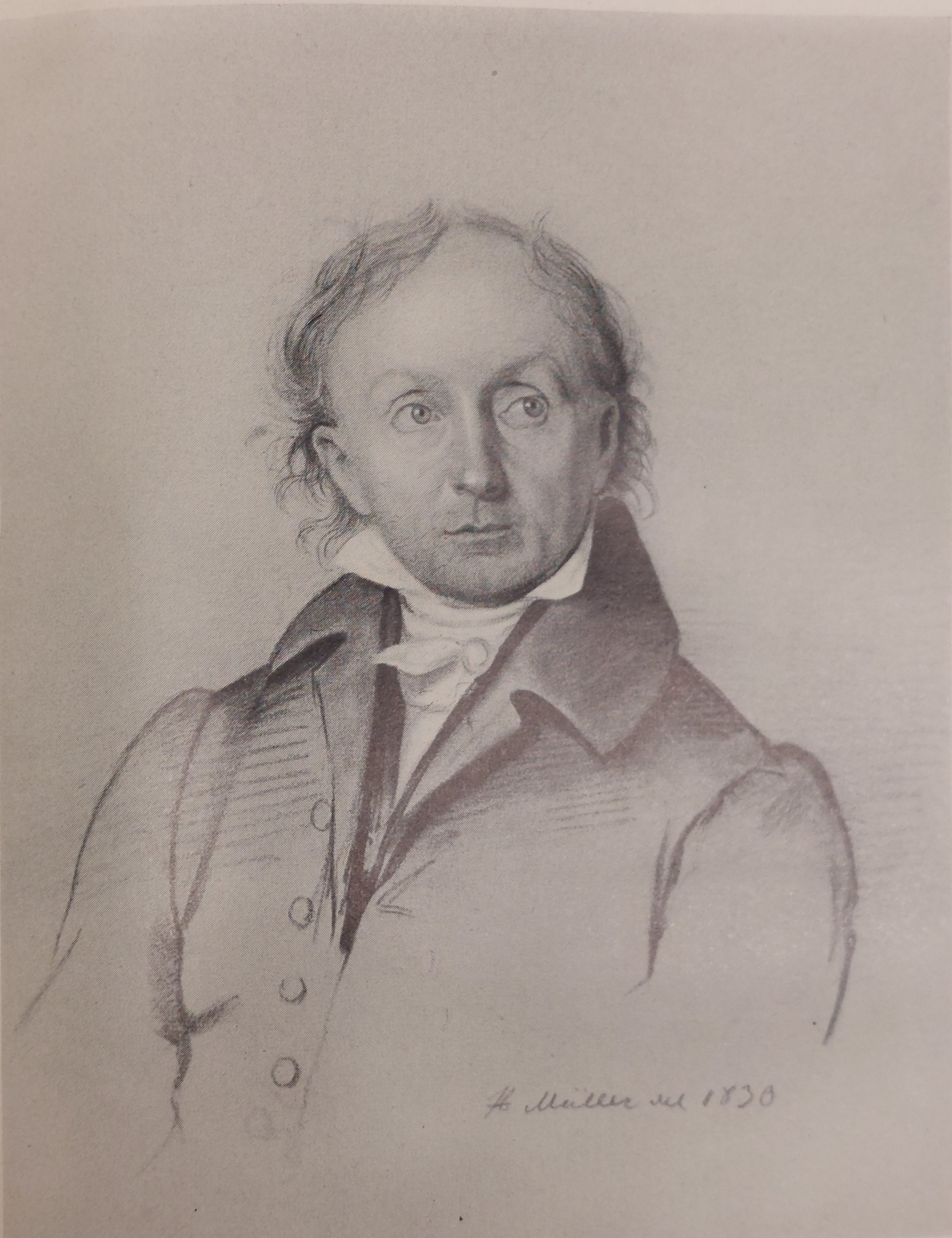
H. Müller Jakob Friedrich Fries 1830

Jakob Friedrich Fries (* 23. August 1773 in Barby; † 10. August 1843 in Jena) war ein deutscher Philosoph. Fries war einer der Ideengeber für die Gründung der Urburschenschaft.

## Leben und Wirken

### Leben
Jakob Friedrich Fries, Sohn eines Pfarrers, wurde ab 1778 in den Herrnhuter Lehranstalten in Niesky erzogen. Nach seiner theologischen Ausbildung am dortigen Theologischen Seminar studierte er ab 1795 neben Rechtswissenschaften auch Philosophie, zunächst an der Universität in Leipzig, 1797 sodann bei Johann Gottlieb Fichte in Jena, und war danach bis 1800 als Hauslehrer in der Schweiz tätig. Nach seiner Promotion im gleichen Jahr bei Fichte konnte er sich 1801 bei ihm habilitieren und wurde 1805 Professor. Noch in demselben Jahr erhielt er jedoch einen Ruf auf eine Professur der Philosophie und elementaren Mathematik (1812 noch um Physik erweitert) an die Universität Heidelberg. 1816 wurde Fries nach Jena zurückberufen, 1819 jedoch zwangsemeritiert. 1824 erhielt er die Erlaubnis, wieder Vorlesungen in Mathematik und Physik zu halten, ab 1838 auch wieder in Philosophie, wodurch er in seiner Wirkung als Philosoph beschränkt blieb.
1808 wurde er als korrespondierendes Mitglied in die Bayerische und 1812 in die Preußische Akademie der Wissenschaften aufgenommen.
Sein Urenkel war Heinrich von Eggeling.

### Wirken

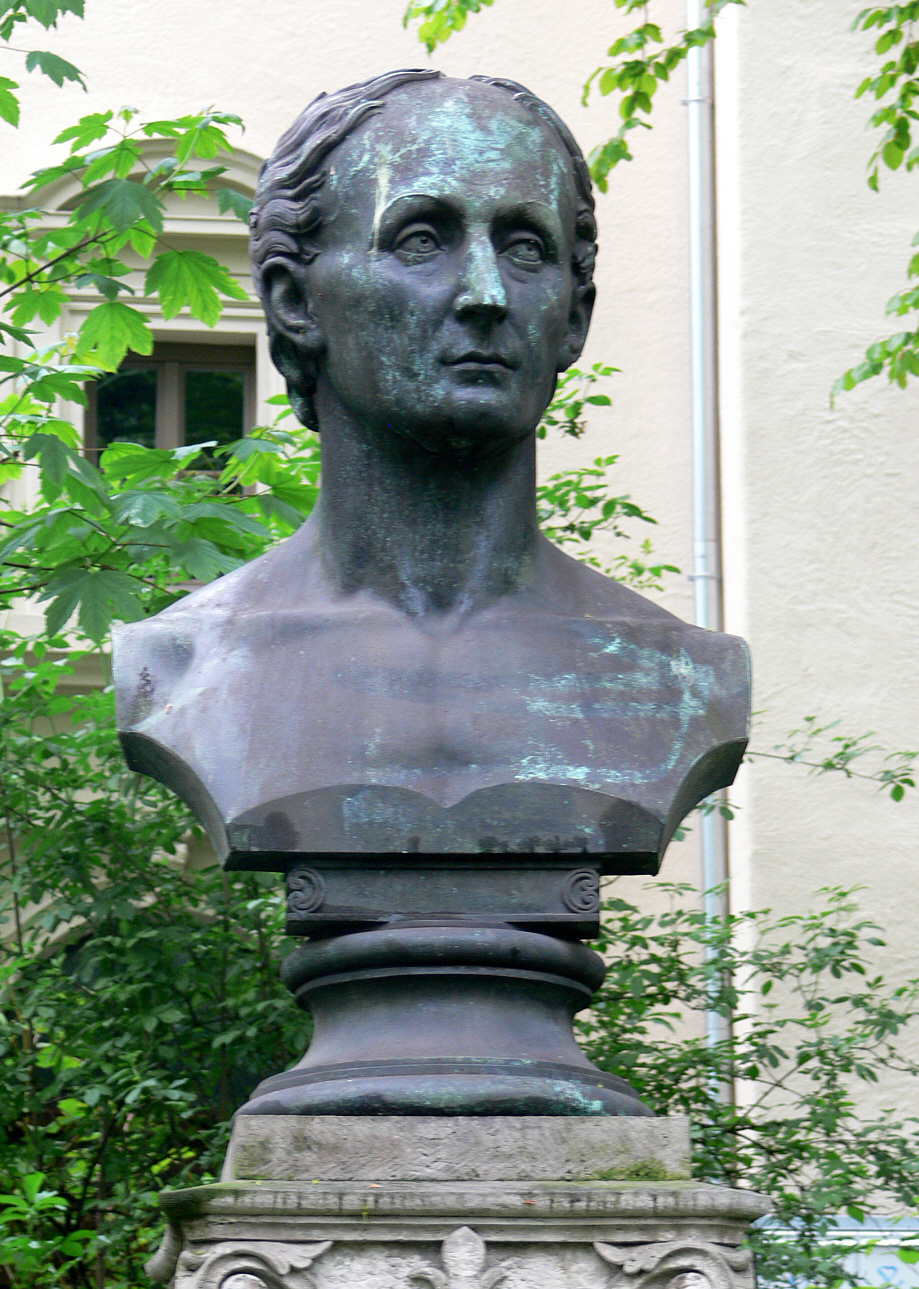
Büste von Fries am Fürstengraben in Jena von Robert Härtel

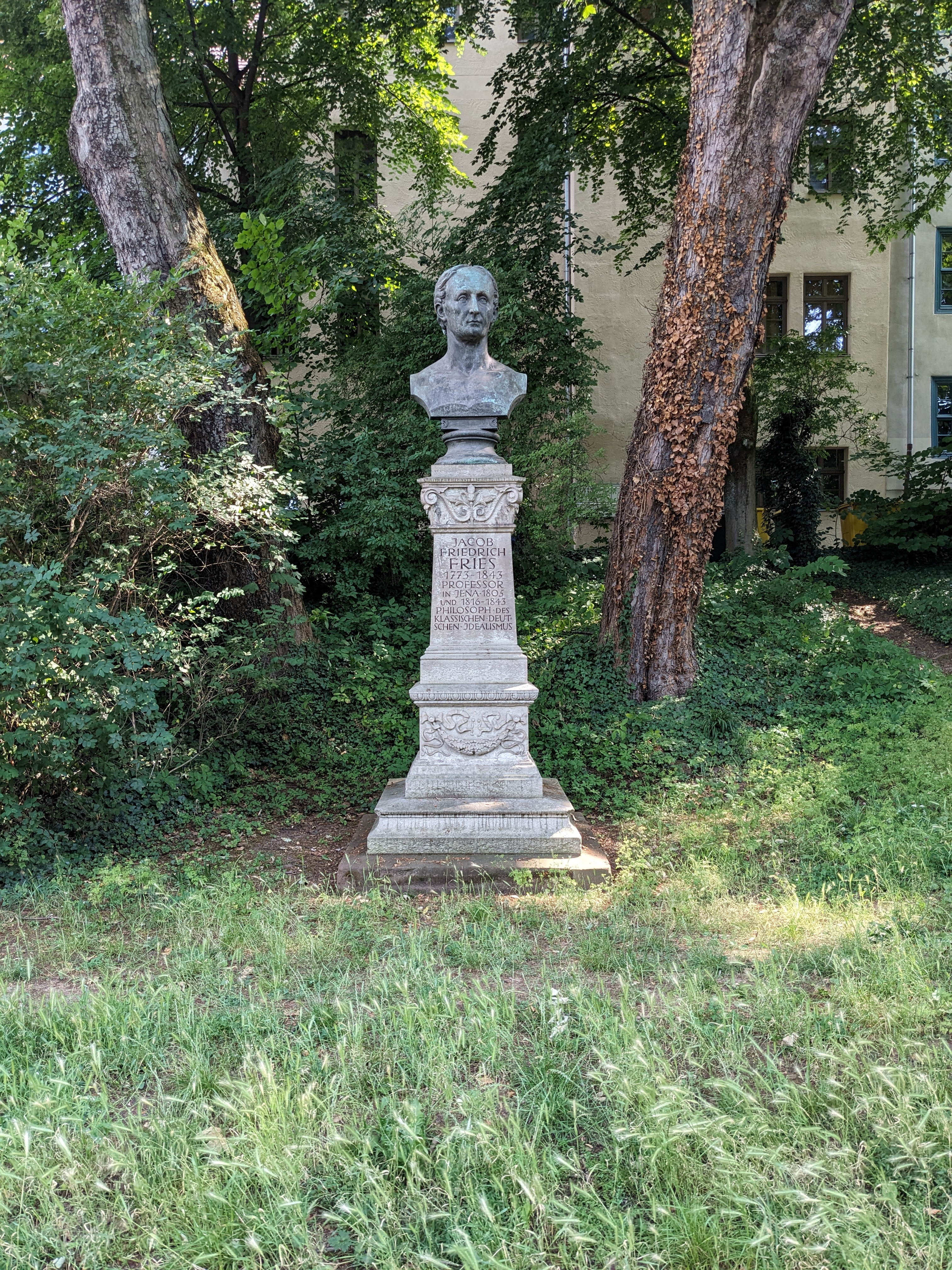
Büste mit Sockel und Inschrift für Jakob Friedrich Fries am Fürstengraben in Jena

Wenn Jakob Friedrich Fries sich auch von der pietistischen Prägung seines einstigen Glaubens löste, konnte er doch wie viele in der zeitgenössischen Philosophie strukturell religiöse Elemente für die Entwicklung seines philosophischen Systems fruchtbar machen. Seine philosophische Position hinsichtlich seiner Zeitgenossen machte er in der kritischen Arbeit über Reinhold, Fichte und Schelling (1803; neugedruckt 1824 als Polemische Schriften) sowie in den Abhandlungen System der Philosophie als evidente Wissenschaft (1804) und Wissen, Glaube und Ahndung (1805 (Digitalisat) , Neuaufl. 1905) deutlich.
Seine wichtigste Abhandlung, die Neue oder anthropologische Kritik der Vernunft von 1807 (2. Aufl. 1828–1831), war ein Versuch, der kritischen Theorie von Immanuel Kant in der Selbstreflexion und dem „Selbstvertrauen der Vernunft“ eine neue Grundlage zu geben; sie hat Fries den Vorwurf des Psychologismus eingetragen, wie mehrfach nachzuweisen versucht wurde, allerdings zu Unrecht. So finden sich bei Fries etwa Aussagen wie:
„Es giebt aber auch solche Erkenntnisse, welche schlechthin apodiktisch sind und a priori gelten, ohne alle Wahrnehmung des Gegenstandes, diese heißen dann reine Erkenntnisse a priori. Dahin gehört die ganze reine Mathematik und die reine Philosophie; […] Jedes wirkliche Erkennen unsrer Vernunft ist sinnlich angeregt, aber in jedem einzelnen liegt die ursprüngliche apodiktische Form mit zu Grunde, welche selbst nicht aus der Empfindung entsprungen ist.“
1811 erschien sein System der Logik und 1814 Julius und Evagoras, ein philosophischer Roman. Nach seiner Berufung nach Jena auf den Lehrstuhl der theoretischen Philosophie (einschließlich Mathematik und Physik und neuerer Philosophie) unternahm er einen Kreuzzug gegen den vorherrschenden Romantizismus.
Politisch war Fries ein erklärter Liberaler, Nationalist und Unionist, der auf vielfältige Weise die Burschenschaften unterstützte. Seine Ansichten legte er in der Schrift Von deutschem Bund und deutscher Staatsverfassung (1816) dar, die er „der Jugend von Deutschland“ widmete; 1817 trat er auf dem Wartburgfest als Redner auf. 1819 beendeten die durch die Repräsentanten der deutschen Regierungen verabschiedeten Karlsbader Beschlüsse sein universitäres Wirken.
In seiner Polemik Über die Gefährdung des Wohlstandes und Charakters der Deutschen durch die Juden (1816) äußert er sich antijüdisch; während er zunächst zwischen Judentum („Judenschaft“) und Juden unterscheidet, bezieht er seine negativen Beschreibungen im Folgenden auch auf Individuen. Er befürwortet, dass ein Zeichen an ihrer Kleidung sie von der restlichen Bevölkerung unterscheide. Zudem macht er die deutschen Juden für den wachsenden gesellschaftlichen Einfluss von Geld verantwortlich und ermuntert zu ihrer Auswanderung aus Deutschland; er fordert, dass man das Judentum „ausrotten“ müsse.

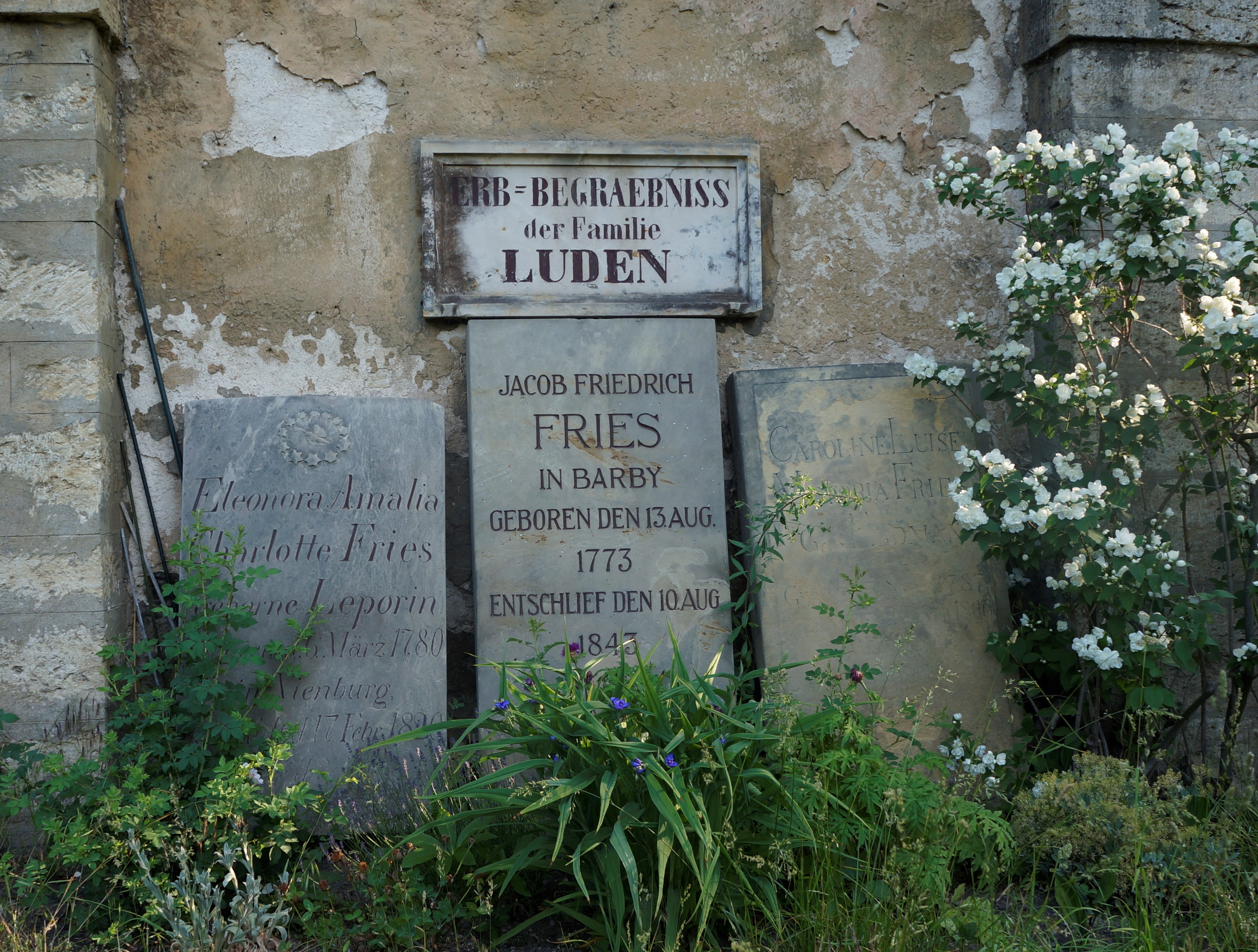
Grabplatte Jakob Friedrich Fries an der Südseite der Friedenskirche auf dem Johannisfriedhof in Jena

Karl Ludwig Sand, der Mörder Kotzebues, zählte zu Fries’ Schülern. Einen Brief von ihm, der bei einem anderen Studenten gefunden wurde und in dem Sand vor der Teilnahme an Geheimgesellschaften gewarnt wurde, sahen die argwöhnischen Behörden als Schuldbeweis an. Ein Mainzer Gericht verurteilte Jakob Friedrich Fries, so dass der Großherzog von Weimar ihm deswegen und wegen der Teilnahme am Wartburgfest 1817 die Lehrbefugnis von 1818 bis 1824 entziehen musste. Der Großherzog zahlte jedoch das Gehalt weiter.
Fries gilt als der Begründer des Prinzips der „Ahndung“, womit er sich dem Dilemma von Glaube und Wissen zu entziehen suchte. Er führte so die Rolle des Gefühls und der Ästhetik als Handlungsprinzip ein. „Andacht“ und „Hingabe“ gestaltet er zu mithin außerreligiösen Kategorien politischen Handelns. Nach Fries sind Überzeugung und Gesinnung hinreichende Motive aktiver Beteiligung am politischen Geschehen. Von seiner Brisanz für die Begründung ideologisch abgezielter Handlungen bis zum Attentat hat Fries’ Ansatz bis heute nichts eingebüßt.
Seit 1967 erscheint eine auf über 30 Bände angelegte Gesamtausgabe Jakob Friedrich Fries – Sämtliche Schriften. Nach den Ausgaben letzter Hand zusammengestellt, eingeleitet und mit einem Fries-Lexikon versehen von Gert König (Bochum) und Lutz Geldsetzer (Düsseldorf) im Scientia Verlag in Aalen.

## Die Fries’schen Schulen

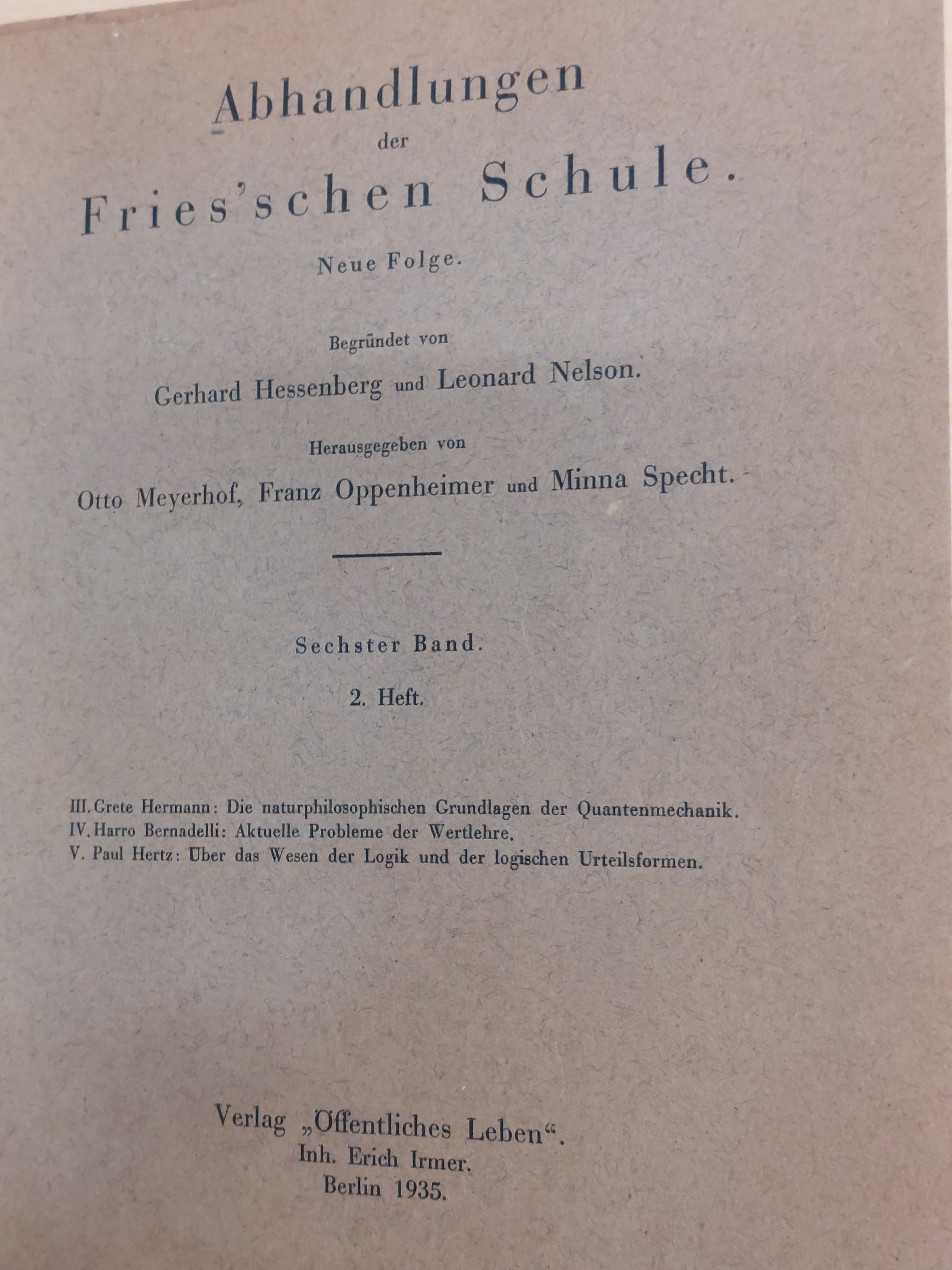
Abhandlungen der Fries'schen Schule 1935

Zur ersten Fries’schen Schule (1847–1849) gehörten: als ihr wichtigster Vertreter der Philosoph Ernst Friedrich Apelt (1815–1859), Herausgeber der Reihe Abhandlungen der Fries’schen Schule, weiter die Philosophen Ernst Sigismund Mirbt (1799–1847), Friedrich van Calker (1790–1870) und Johann Heinrich Theodor Schmid (1799–1836), der Botaniker Ernst Hallier (1831–1904), der Zoologe Oscar Schmidt (1823–1886) sowie der Mathematiker Oskar Schlömilch (1823–1901) und andere. Der Mathematiker Carl Friedrich Gauß (1777–1855) und der Botaniker Matthias Jacob Schleiden (1804–1881) schätzten Fries hoch ein; für den Philosophen und Theologen Friedrich Eduard Beneke (1798–1854) war Fries’ Philosophie von wesentlichem Einfluss, ebenso für den Philosophen Jürgen Bona Meyer (1829–1897) sowie für die Theologen Wilhelm Martin Leberecht de Wette (1780–1849), Carl Heinrich Schleiden (1809–1890), den Bruder o. g. Botanikers, sodann für Karl August von Hase (1800–1890), Karl Schramm (1810–1888), Dankegott Kramer und Otto Eggeling.
Der Göttinger Philosoph Leonard Nelson begründete Anfang des 20. Jahrhunderts eine Neue Fries’sche Schule, gab ab 1904 eine Neue Folge der Abhandlungen der Fries’schen Schule heraus und gründete 1913 eine bis 1921 aktive Jakob-Friedrich-Fries-Gesellschaft mit dem Psychiater und Psychotherapeuten Arthur Kronfeld als Geschäftsführer.
In neuerer Zeit hat u. a. der in Deutschland von Hans Albert und Helmut F. Spinner vertretene Kritische Rationalismus Poppers an die Philosophie von Fries angeknüpft; in den USA bezieht sich der Philosoph Kelley L. Ross stark auf die Fries’sche Philosophie und betreibt unter dem Titel The Proceedings of the Friesian School, Fourth Series seit 1996 ein darauf ausgerichtetes e-journal mit einem philosophischen Archiv.

## Kontroversen
Wegen seiner judenfeindlichen Äußerungen stehen Fries und seine Erinnerungsorte in Jena immer wieder in der Kritik. Eine 2021 vom Institut für Philosophie der Friedrich-Schiller-Universität erstellte Website diskutiert ausgehend von dieser Kontroverse die Möglichkeiten einer „kritischen Erinnerungskultur“.

## Schriften (Auswahl)
- Neue Kritik der Vernunft. Mohr & Zimmer, Heidelberg 1807. (Digitalisat)
- System der Logik. Ein Handbuch für Lehrer und zum Selbstgebrauch. Mohr & Zimmer, Heidelberg 1811. (Digitalisat)
- Von deutscher Philosophie Art und Kunst. Ein Votum für Friedrich Heinrich Jacobi gegen F. W. J. Schelling. Mohr & Zimmer, Heidelberg 1812. (Digitalisat)
- Ueber die Gefaehrdung des Wohlstandes und Charakters der Deutschen durch die Juden. Mohr & Winter, Heidelberg 1816. (Digitalisat)
- Handbuch der praktischen Philosophie oder der philosophischen Zwecklehre. Erster Theil: Ethik, oder die Lehre der Lebensweisheit. Mohr & Winter, Heidelberg 1818. (Digitalisat): Zweiter Theil: Handbuch der Religionsphilosophie und philosophischen Aesthetik. Winter, Heidelberg 1832. (Digitalisat)
- Handbuch der psychischen Anthropologie oder der Lehre von der Natur des menschlichen Geistes. Cröker, Jena 1820. (Digitalisat Band 1), (Band 2) 2. Aufl. 1837–1839
- Die mathematische Naturphilosophie nach philosophischer Methode bearbeitet. Ein Versuch. Mohr & Winter, Heidelberg 1822. (Digitalisat 1, Digitalisat 2)
- Versuch einer Kritik der Wahrscheinlichkeitsrechnung. Vieweg, Braunschweig 1842. (Digitalisat)